# Vojen
Vojen byl mytický pokračovatel Přemysla Oráče a kněžny Libuše, zakladatelů dynastie Přemyslovců, jedním ze sedmi legendárních českých knížat mezi Přemyslem Oráčem a prvním historicky doloženým knížetem Bořivojem.
Jedna z teorií týkajících se počtu těchto knížat je podepřena freskami na zdech rotundy v moravském Znojmě, ale Anežka Merhautová tvrdí, že tyto fresky zobrazují historicky doložené Přemyslovce včetně moravských údělníků.

## Původ jména
Jméno Vojen zaznamenal ve své Kronice české Kosmas, převzala ho i většina historiků z 19. století, včetně Františka Palackého. Původ jména lze odvodit od slova vojna, válka – Vojen tedy znamena bojovný.
Záviš Kalandra uvádí, že jména sedmi mytických českých knížat jsou odvozena ze starých slovanských názvů dnů v týdnu. Vojen by jako třetí z nich odpovídal úterý, v latině Martis dies, den Martův, přičemž Mars byl bohem války.
Podle teorie Vladimíra Karbusického pochází dvanáct jmen mytických postav české historie včetně sedmi knížat z úryvku staroslověnského (či staročeského) textu – poselství Čechů k Frankům v 9. století. V tomto textu mělo být psáno: Krok’ kazi (Tetha), lubo premyšl, nezamyšl m’nata voj’n u‘ni zla, kr’z my s‘ neklan (am), gosti vit, což se vykládá jako: Zastav své kroky, Tetha (oslovení tehdejšího vůdce Franků, popřípadě západních sousedů obecně) a raději přemýšlej, nezamýšlím na tebe vojnu ani zla, kříži my se neklaníme, hosty vítáme.

## Posloupnost knížat
Dalimilova kronika a Kosmas se ovšem neshodují v tom, co bylo po smrti knížete Nezamysla. Hana Vrbová v novočeském volném přebásnění píše:
Po něm Mnata, potom Vojen, o němž známo je nám to jen, že byl ještě plný sil, když zem synům rozdělil.
Tvrzení stran rozsahu Dalimilových znalostí o Vojenovi je uměleckou fabulí ozvláštňující monotónní výčet vladařů. V původním textu se píše jen:
Potom snide kněz Přěmysł, po tom by knězem syn jeho Nezamysł. Po něm Mnata knězem bieše, po tom syn jeho, ten Vojen słovieše. Ten synoma zemiu rozděli...
Kosmas naopak konstatuje, že po Vojenově dožití knížectví vládl Vnislav. Dalimil naproti tomu uvádí, že Vojen dělí svou zem mezi syny: Lucko Vlastislavu dává, Čechy v správu Unislava (Vnislava).